# Marco Sturm
Marco Sturm, född 8 september 1978 i Dingolfing, är en tysk ishockeytränare och före detta professionell ishockeyspelare som tränar Boston Bruins i National Hockey League (NHL) sedan den 5 juni 2025.
Marco Sturm började sin karriär i Deutsche Eishockey Liga där han spelade för EV Landshut. Sturm draftades av NHL-klubben San Jose Sharks 1996 och började spela i NHL året efter. Han har också spelat för Boston Bruins, Los Angeles Kings, Washington Capitals, Vancouver Canucks och Florida Panthers.

## Statistik

### Klubbkarriär
| 1995–96    | EV Landshut         | DEL        | 47  | 12  | 20  | 32  | 50  | 11 | 1 | 3  | 4  | 18 |
| 1996–97    | EV Landshut         | DEL        | 46  | 16  | 27  | 43  | 40  | 7  | 1 | 4  | 5  | 6  |
| 1997–98    | San Jose Sharks     | NHL        | 74  | 10  | 20  | 30  | 40  | 2  | 0 | 0  | 0  | 0  |
| 1998–99    | San Jose Sharks     | NHL        | 78  | 16  | 22  | 38  | 52  | 6  | 2 | 2  | 4  | 4  |
| 1999–00    | San Jose Sharks     | NHL        | 74  | 12  | 15  | 27  | 22  | 12 | 1 | 3  | 4  | 6  |
| 2000–01    | San Jose Sharks     | NHL        | 81  | 14  | 18  | 32  | 28  | 6  | 0 | 2  | 2  | 0  |
| 2001–02    | San Jose Sharks     | NHL        | 77  | 21  | 20  | 41  | 32  | 12 | 3 | 2  | 5  | 2  |
| 2002–03    | San Jose Sharks     | NHL        | 82  | 28  | 20  | 48  | 16  | —  | — | —  | —  | —  |
| 2003–04    | San Jose Sharks     | NHL        | 64  | 21  | 20  | 41  | 36  | —  | — | —  | —  | —  |
| 2004–05    | ERC Ingolstadt      | DEL        | 45  | 22  | 16  | 38  | 56  | 11 | 3 | 4  | 7  | 12 |
| 2005–06    | San Jose Sharks     | NHL        | 23  | 6   | 10  | 16  | 16  | —  | — | —  | —  | —  |
| 2005–06    | Boston Bruins       | NHL        | 51  | 23  | 20  | 43  | 32  | —  | — | —  | —  | —  |
| 2006–07    | Boston Bruins       | NHL        | 76  | 27  | 17  | 44  | 46  | —  | — | —  | —  | —  |
| 2007–08    | Boston Bruins       | NHL        | 80  | 27  | 29  | 56  | 40  | 7  | 2 | 2  | 4  | 6  |
| 2008–09    | Boston Bruins       | NHL        | 19  | 7   | 6   | 13  | 8   | —  | — | —  | —  | —  |
| 2009–10    | Boston Bruins       | NHL        | 76  | 22  | 15  | 37  | 30  | 7  | 0 | 0  | 0  | 4  |
| 2010–11    | Los Angeles Kings   | NHL        | 17  | 4   | 5   | 9   | 17  | —  | — | —  | —  | —  |
| 2010–11    | Washington Capitals | NHL        | 18  | 1   | 6   | 7   | 6   | 9  | 1 | 2  | 3  | 4  |
| 2011–12    | Florida Panthers    | NHL        | 42  | 3   | 2   | 5   | 23  | 7  | 0 | 0  | 0  | 4  |
| 2012–13    | Kölner Haie         | DEL        | 5   | 0   | 0   | 0   | 6   | 12 | 6 | 3  | 9  | 18 |
| NHL totalt | NHL totalt          | NHL totalt | 938 | 242 | 245 | 487 | 446 | 68 | 9 | 13 | 22 | 30 |

### Internationellt
| År            | Lag           | Turnering     | Matcher | Mål | Assist | Poäng | Utv |
| ------------- | ------------- | ------------- | ------- | --- | ------ | ----- | --- |
| 1995          | Tyskland      | JVM           | 7       | 0   | 0      | 0     | 6   |
| 1995          | Tyskland      | JEM           | 5       | 2   | 3      | 5     | 2   |
| 1996          | Tyskland      | JVM           | 6       | 4   | 6      | 10    | 51  |
| 1996          | Tyskland      | JEM           | 5       | 5   | 6      | 11    | 8   |
| 1997          | Tyskland      | VM            | 8       | 1   | 1      | 2     | 4   |
| 1998          | Tyskland      | OS            | 2       | 0   | 0      | 0     | 0   |
| 2001          | Tyskland      | VM            | 7       | 4   | 1      | 5     | 26  |
| 2004          | Tyskland      | WC            | 4       | 2   | 0      | 2     | 0   |
| 2006          | Tyskland      | OS            | —       | —   | —      | —     | —   |
| 2006          | Tyskland      | B-VM          | 5       | 4   | 3      | 7     | 4   |
| 2008          | Tyskland      | VM            | 6       | 2   | 1      | 3     | 6   |
| 2010          | Tyskland      | OS            | 4       | 0   | 1      | 1     | 0   |
| Junior totalt | Junior totalt | Junior totalt | 23      | 11  | 15     | 26    | 67  |
| Senior totalt | Senior totalt | Senior totalt | 36      | 13  | 7      | 20    | 40  |